# Sången skall klinga
Sången skall klinga eller Sången ska klinga är en dansbandslåt skriven av Lasse Holm, och ursprungligen inspelad av Wizex, med Kikki Danielsson på sång, på albumet Some Girls & Trouble Boys 1979.
Låten testades på Svensktoppen, där den blev en stor hit och låg i 10 veckor under perioden 3 februari–6 april 1980, och efter två inledande andraplaceringar toppade den listan hela tiden från tredje veckan där. År 2008 tog Kikki Danielsson med låten på sitt samlingsalbum Kikkis bästa.
Låten har en naturromantisk sångtext, och handlar om en tjej som bestämt sig för att sluta leta efter killar, men känner sig nerstämd tills en kille dyker upp, och hon känner sig då pånyttfödd och tar då honom i handen, och följer med, precis som när en fågel följer vinden, och flyger ut över öppna havet.
År 1980 tolkades låten av Ekelunds på albumet Dansglädje 2, och 1983 spelade Thorleifs in låten på albumet Saxgodingar 2.
Sången finns också på norska, med text av Geir Hamnes. Då heter låten "Sangen skal klinge" och sjöngs in på skiva när Bente Lind gjorde en cover på den 1981.

### Fotnoter
1. ↑  Information i Svensk mediedatabas.
2. ↑  Svensktoppen - 1980
3. ↑  Information i Svensk mediedatabas.
4. ↑  Information i Svensk mediedatabas.
5. ↑  ”Svensk mediedatabas”. http://smdb.kb.se/catalog/id/001528357. Läst 20 april 2011.